# Đại thần Đô đốc Hải quân Anh
Đại thần Đô đốc Hải quân (từ thế kỷ 14 trở đi là Anh, sau là Đại Anh rồi Vương quốc Liên hiệp Anh và Bắc Ireland) là chức vụ đứng đầu trên danh nghĩa của Hải quân Anh. Phần lớn những người nắm chức vụ này đều là thành viên Hoàng gia Anh, và hầu hết đều không phải là quân nhân Hải quân chuyên nghiệp. Chức vụ này cũng là một trong số 9 Quốc vụ Trọng thần của nhà nước Anh.

## Lịch sử hình thành
Năm 1385. Edward, Bá tước xứ Rutland, được bổ nhiệm làm Đô đốc Hải quân Anh, một chức vụ hợp thành từ các chức Đô đốc Hải quân phía Bắc và Đô đốc Hải quân phía Tây được thành lập sẵn trước đó (năm 1294). 3 năm sau thì hai chức vụ này lại tách ra riêng biệt dù thường được đảm nhiệm bởi cùng một người. Chức vụ chỉ được tại thống nhất trở lại dưới cái tên cũ từ năm 1406. Hai danh xưng "Đại Đô đốc" và "Quan Đô đốc" thường xuyên được sử dụng xen kẽ nhau, thậm chi còn được hợp lại thành "Quan Đô đốc Đại thần Anh". Chức vụ không trực tiếp nắm quyền chỉ huy ở trên biển nhưng có quyền hạn đối với các vấn đề về trên biển cũng như về việc thành lập các Tòa án Hải quân Anh.
Đến thời kỳ trị vì của Henry VIII (1509–47), Hải quân Anh mở rộng mạnh mẽ đến mức mà sau này chính phủ Anh buộc phải thành lập thêm cái gọi là Ban Hải quân để quản lý các lực lượng trên biển thay vì chỉ một mình Đại thần Đô đốc Hải quân quản lý như trước. Một trong những thành viên nổi tiếng của cơ quan này là Samuel Pepys, một quan chức làm việc dưới thời kỳ trị vì của Charles II (1660–85), hoạt động song song cùng với Ban Đô đốc Hải quân.
Đến đầu thế kỷ 17, Hội đồng Đại thần Đô đốc Hải quân được thành lập để hỗ trợ Đại thần Đô đốc Hải quân trong một số vấn đề của Bộ Hải quân Anh. Khi vị trí này không đươc một cá nhân nào đứng đầu thì chức vụ sẽ ngay lập tức bị "đặt dưới sự quản lý của hội đồng" (Tiếng Anh: put into commission). Ban Hải quân Anh sẽ đảm nhiệm vị trí vào lúc này với người đứng đầu là một Đệ nhất Đại thần Hải quân. Sự sắp xếp vị trí này diễn ra từ năm 1709 cho đến khi Ban Hải quân sát nhập vào Bộ Hải quân Anh năm 1832.
Chức vụ tuy vậy vẫn được duy trì với vai trò là một chức vụ đứng đầu chính thức của hải quân cho đến tận năm 1964. Năm 1964, chức vụ Đệ nhất Đại thần Hải quân bị bãi bỏ và vai trò của các Uỷ viên Đại thần Hải quân chuyển sang ban Hải quân mới trở thành các tiểu ban (Hải quân) thuộc một trong ba bên của Hội đồng Quốc phòng Vương quốc Liên hiệp Anh và Bắc Ireland. Chức vụ vẫn được tiếp tục duy trì với tư các là một chức vụ mang tính cá nhân nhiều hơn.
Người giữ chức vụ gần nhất là Philip, Vương tế Anh. Ông giữ chức vụ này sau khi được Elizabeth II phong tặng trong sinh nhật lần thứ 90 của mình. Vương tế Philip vốn trước đây phục vụ trong Hải quân Hoàng gia Anh, tuy nhiên ông đã từ bỏ sự nghiệp hải quân để hỗ trợ Elizabeth với tư cách là chồng của bà.

## Danh sách

### Đô đốc Tối cao của Anh, Ireland và xứ Aquintance (từ 1385 đến 1512)
| Tên                                                                | Chân dung   | Nhiệm kỳ làm việc | Chú thích |
| ------------------------------------------------------------------ | ----------- | ----------------- | --------- |
| Richard FitzAlan Bá tước thứ 10 xứ Arundel                         | không khung | 1385 – 1388 (?)   | [ 4 ]     |
| Edward Bá tước thứ nhất xứ Rutland và Cork, Công tước xứ Abermarle | không khung | 1390 – 1397       | [ 9 ]     |
| John Beaufort Bá tước thứ nhất xứ Somerset                         | không khung | 1397 – 1398       | [ 10 ]    |
| Thomas Percy Bá tước thứ nhất xứ Worcester                         |             | 1398 – 1400       | [ 11 ]    |
| Thomas Plantagenet Bá tước thứ nhất xứ Clarence                    | không khung | 1404 – 1405       | [ 12 ]    |
| John Beaufort Bá tước thứ nhất xứ Somerset                         | không khung | 1406 – 1407       | [ 4 ]     |
| Edmund Holland Bá tước thứ 4 xứ Kent                               |             | 1407 – 1408       | [ 4 ]     |
| Thomas Beaufort Công tước thứ nhất xứ Exeter                       |             | 1408 – 1426       | [ 4 ]     |
| John xứ Lancaster Công tước thứ 1 xứ Bedford                       | không khung | 1426 – 1435       | [ 4 ]     |
| John Holland Công tước thứ hai xứ Exeter                           | không khung | 1435 – 1447       | [ 4 ]     |
| William de la Pole Công tước thứ nhất xứ Suffork                   |             | 1447 – 1450       | [ 4 ]     |
| Henry Holland Công tước thứ ba xứ Exeter                           |             | 1450 – 1460       | [ 4 ]     |
| Richard Neville Bá tước thứ 16 xứ Warwick                          | không khung | 1461 – 1462       | [ 4 ]     |
| William Neville Bá tước thứ nhất xứ Kent                           |             | 1462              | [ 4 ]     |
| Richard Plantagenet Công tước thứ 1 xứ Gloucester                  | không khung | 1462 – 1470       | [ 4 ]     |
| Richard Neville Bá tước thứ 16 xứ Warwick                          | không khung | 1470 – 1471       | [ 4 ]     |
| Richard Plantagenet Công tước thứ 1 xứ Gloucester                  | không khung | 1471 – 1483       | [ 4 ]     |
| John Howard Công tước thứ nhất xứ Norfolk                          | không khung | 1483 – 1485       | [ 4 ]     |
| John de Vere Bá tước thứ 13 xứ Oxfold                              |             | 1485 – 1512       | [ 4 ]     |

### Quan Đô đốc Hải quân Anh (1512–1638)
| Tên                                                      | Chân dung   | Nhiệm kỳ làm việc | Chú thích |
| -------------------------------------------------------- | ----------- | ----------------- | --------- |
| Sir Edward Howard                                        |             | 1512 – 1513       | [ 4 ]     |
| Thomas Howard Bá tước thứ hai xứ Surrey                  | không khung | 1513 – 1525       | [ 4 ]     |
| Henry FitzRoy Công tước thứ nhất xứ Richmond và Somerset | không khung | 1525 – 1536       | [ 4 ]     |
| William FitzWilliam Bá tước thứ nhất xứ Southampton      | không khung | 1536 – 1540       | [ 4 ]     |
| John Russell Lãnh chúa Russell thứ nhất                  | không khung | 1540 – 1542       | [ 4 ]     |
| John Dudley Bá tước Lisle thứ nhất                       | không khung | 1543 – 1547       | [ 4 ]     |
| Thomas Seymour Lãnh chúa Seymour thứ nhất xứ Sudeley     | không khung | 1547 – 1549       | [ 4 ]     |
| John Dudley Bá tước Warwick thứ nhất                     | không khung | 1549 – 1550       | [ 4 ]     |
| Edward Clinton Lãnh chúa Clinton thứ 9                   | không khung | 1550 – 1554       | [ 4 ]     |
| William Howard Lãnh chúa Howard thứ nhất xứ Effingham    | không khung | 1554 – 1558       | [ 4 ]     |
| Edward Clinton Bá tước thứ nhất xứ Lincoln               | không khung | 1558 – 1585       | [ 4 ]     |
| Charles Howard Bá tước thứ nhất xứ Nottingham            | không khung | 1585 – 1619       | [ 4 ]     |
| George Villiers Công tước thứ 1 xứ Buckingham            | không khung | 1619 – 1628       | [ 4 ]     |

### Đại thần Đô đốc Hải quân Anh (1638–1707)
| Tên | Chân dung   | Nhiệm kỳ làm việc                         | Chú thích     |
| --- | ----------- | ----------------------------------------- | ------------- |
| Algernon Percy Bá tước thứ 10 xứ Northumberland KG (29 tháng 9 năm 1602 – 13 tháng 10 năm 1668)        | không khung | 1638 – 1642                               |               |
| Francis Cottington Lãnh chúa Cottington thứ nhất PC (c. 1579 – 19 tháng 6 năm 1652)                    | không khung | 1643 – 1646                               |               |
| Vương tử James Công tước xứ York KG (14 tháng 10 năm 1633 – 16 tháng 9 năm 1701)                       | không khung | 1660 – 1673                               | [ 13 ]        |
| Vua Charles II (29 tháng 5 năm 1630 – 6 tháng 2 năm 1685)                                              | không khung | 1673                                      | [ 13 ]        |
| Vương tử Rupert Công tước xứ Cumberland KG PC FRS (27 tháng 12 năm 1619 – 29 tháng 11 năm 1682)        |             | 1673 – 1679                               | [ 13 ]        |
| Uỷ ban quản lý: William Brouncker, Tử tước Brouncker thứ hai Sir Thomas Lyttleton                      |             | 1679 (?) – 1684 (?)                       | [ 13 ]        |
| Vua Charles II (29 tháng 5 năm 1630 – 6 tháng 2 năm 1685)                                              | không khung | 1684 – 1685                               | [ 13 ]        |
| Vua James II (14 tháng 10 năm 1633 – 16 tháng 9 năm 1701)                                              | không khung | 1685 – 1688                               | [ 13 ]        |
| Vua William III (14 tháng 10 năm 1633 – 16 tháng 9 năm 1701)                                           | không khung | 1689                                      | [ 13 ]        |
| Arthur Herbert Bá tước thứ nhất xứ Torrington (c. 1648 – 13 tháng 4 năm 1716)                          | không khung | 1689                                      | [ 13 ]        |
| Thomas Herbert Bá tước thứ 8 xứ Pembroke KG PC (c. 1656 – 22 tháng 1 năm 1733)                         | không khung | 1701 – 1702                               | [ 13 ]        |
| Vương tử Jørgen của Đan Mạch Công tước xứ Cumberland KG PC (2 tháng 4 năm 1653 – 28 tháng 10 năm 1708) | không khung | 20 tháng 5 năm 1702 – 28 tháng 6 năm 1707 | [ 15 ] [ 16 ] |

### Đại thần Đô đốc Hải quân Đại Anh
Năm 1707, Đạo luật Liên hiệp năm 1707 chính thức sát nhập thêm quyền hạn xét xử của chức vụ Đại thần Đô đốc Hải quân Scotland vào trong chức vụ Đại thần Đô đốc Hải quân Đại Anh.
| Tên | Chân dung   | Nhiệm kỳ làm việc                          | Chú thích     |
| --- | ----------- | ------------------------------------------ | ------------- |
| Vương tử Jørgen của Đan Mạch Công tước xứ Cumberland KG PC (2 tháng 4 năm 1653 – 28 tháng 10 năm 1708) | không khung | 28 tháng 6 năm 1707 – 28 tháng 10 năm 1708 | [ 15 ] [ 16 ] |
| Nữ vương Anne (6 tháng 2 năm 1665 – 1 tháng 8 năm 1714)                                                |             | 23 tháng 10 năm 1708 – 1708                | [ 13 ]        |
| Thomas Herbert Bá tước thứ 8 xứ Pembroke KG PC (c. 1656 – 22 tháng 1 năm 1733)                         | không khung | 1708 – 8 tháng 10 năm 1709                 | [ 13 ]        |
| Uỷ ban quản lý                                                                                         | không khung | 8 tháng 10 năm 1709 – 31 tháng 12 năm 1800 |               |

### Đại thần Đô đốc Hải quân Vương quốc Liên hiệp Anh và Bắc Ireland
| Tên                                                                                      | Chân dung   | Nhiệm kỳ làm việc                         | Chú thích |
| ---------------------------------------------------------------------------------------- | ----------- | ----------------------------------------- | --------- |
| Uỷ ban quản lý                                                                           | không khung | 1 tháng 1 năm 1801 – 10 tháng 5 năm 1827  |           |
| Vương tử William Henry Công tước xứ Clarence (21 tháng 8 năm 1765 – 20 tháng 6 năm 1837) | không khung | 10 tháng 5 năm 1827 – 19 tháng 9 năm 1828 | [ 17 ]    |
| Uỷ ban quản lý                                                                           | không khung | 19 tháng 9 năm 1828 – 1 tháng 4 năm 1964  | [ 18 ]    |
| Nữ vương Elizabeth II (sinh 21 tháng 4 năm 1926)                                         | không khung | 1 tháng 4 năm 1964 – 10 tháng 6 năm 2011  | [ 19 ]    |
| Vương tế Philip Công tước xứ Edinburgh (10 tháng 6 năm 1921 – 9 tháng 4 năm 2021)        | không khung | 10 tháng 6 năm 2011 – 9 tháng 4 năm 2021  | [ 20 ]    |
| Nữ vương Elizabeth II (sinh 21 tháng 4 năm 1926)                                         | không khung | 9 tháng 4 năm 2021 – 2022                 | [ 21 ]    |

## Cờ hiệu cũ

### Thời kỳ Tudor

Cờ chỉ huy thứ nhất của Quan Đô đốc Anh (1554–1558) dưới thời Mary I và Philip II khi ông này xuất hiện trên tàu.
Cờ chỉ huy thứ nhất của Quan Đô đốc Anh dưới thời của Henry VIII, Edward VI và Elizabeth I (1545–1553, 1559–1603) khi vị chỉ huy ở trên tàu.
Cờ chỉ huy thứ nhất của Quan Đô đốc Anh dưới thời James VI và I khi vị chỉ huy này có mặt trên tàu.
Cờ chỉ huy thứ hai của Quan đô đốc Anh (1545–1625) khi ông này ở trên tàu.

Hướng dẫn sớm nhất cho đến giờ về cách chỉ huy cờ lệnh trên tàu được gửi cho Quan đô đốc Anh là ở thời kỳ trị vì của vua Henry VIII. Cụ thể là vào năm 1545, khi đó cờ hiệu của nhà vua được treo trên nóc của cột buồm chính cùng với việc treo cờ hiệu thập tự thánh Georgre trên một cột buồm nhỏ ở mũi tàu.